# Степовий гуркіт
«Степовий гуркіт» (каз. Дала гүрсілі) — радянський художній фільм 1975 року, знятий на кіностудії «Казахфільм». Фільм пролежав на полиці більше чверті століття, незважаючи на тематику, і був показаний по телеканалу «Казахстан» лише в 2002 році з нагоди 80-річчя режисера.

## Сюжет
Фільм «Степовий гуркіт» присвячений подіям громадянської війни, наступу військ Денікіна і Колчака на Уральськ, обороні міста. Історичні факти у ньому представлені зі значним розмахом, через особистості і долі багатьох персонажів, з широким введенням масових і батальних сцен. Сюжетною зав'язкою фільму є суперечка батька і сина Тучнових, генерал-майора та прапорщика білої армії, щодо правомірності насильства. «Ти хочеш, щоб все було покладено до ніг хамів?» — запитує старший у молодшого. Керуючись поняттями військової честі, він відрікається від власного сина, який порушив присягу, і віддає його під суд.

## У ролях
- Нартай Бегалін — Бектай
- Володимир Гусєв — Юхим
- Вадим Захарченко — Решетов, адвокат
- Михайло Глузський — В'ячеслав Олексійович Тучнов, генерал
- Канабек Байсеїтов — батько
- Нурмухан Жантурін — старший син
- Ігор Боголюбов — Пилипчук
- Шахан Мусін — Тунгалієв, полковник
- Герман Качин — Іван, комісар дивізії
- Віктор Авдюшко — Михайло Федорович Меркулов, начальник контррозвідки
- Микола Рибников — Студнєв, начдив
- Анвар Боранбаєв — Танатаров, комісар кавполка
- Каукен Кенжетаєв — член ревкому
- Нуржуман Іхтимбаєв — Айханов, член ревкому
- Олеся Іванова — член ревкому
- Сергій Юртайкин — член ревкому
- Лев Фричинський — член ревкому
- Олексій Золотницький — член ревкому
- Тунгишбай Жаманкулов — член ревкому
- Євген Карнаухов — Олексій Миколайович
- Тамара Трушина — епізод
- Борис Гусаков — епізод
- Жанна Керімтаєва — епізод
- Олександр Михайлов — Фрунзе
- Олександр Кирилін — Олексій, прапорщик, син генерала Тучнова
- Мадіна Єржанова — Саліма
- Н. Євсін — голова ревкому

## Знімальна група
- Режисер — Мажит Бегалін
- Сценаристи — Мажит Бегалін, Володимир Кунін
- Оператор — Абільтай Кастєєв
- Композитор — Едуард Хагагортян
- Художник — Ідріс Карсакбаєв